# Centrum-Moschee Hamburg

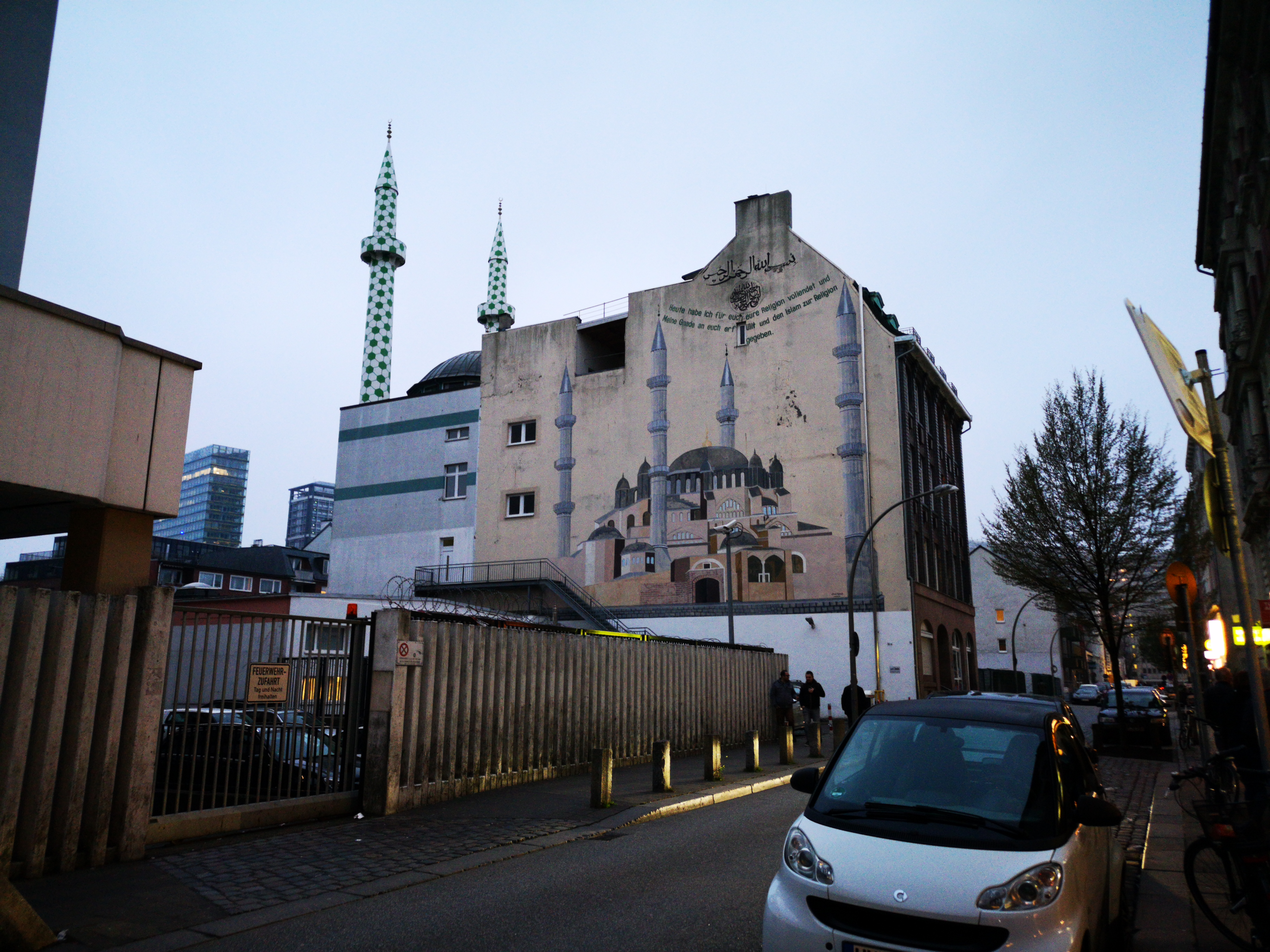
Centrum-Moschee in Hamburg (Blick vom Steindamm aus)

Die Centrum-Moschee Hamburg (türkisch Merkez Camii) ist die Moschee eines 1977 gegründeten Moscheevereins mit Sitz im Hamburger Stadtteil St. Georg. Die „Islamische Gemeinde Hamburg - Centrum-Moschee e.V.“ ist Gründungsmitglied des Bündnisses der Islamischen Gemeinden in Norddeutschland e.V. (BIG) und Mitglied der „Schura Hamburg“ e.V., mit der das Land Hamburg einen Staatsvertrag unterhält. Am 27. Februar 2016 wurde der muslimische Theologe Mehmet Karaoğlu zum Imam und Vorsitzenden der Centrum-Moschee gewählt. Er ist außerdem Landesvorsitzender der IGMG-Hamburg und Vorsitzender des BIG. Zum Stellvertreter wurde Fatih Yıldız gewählt. Karaoğlu und Yıldız lösten damit nach fast zwei Jahrzehnten den bisherigen Vorsitzenden und Imam Ramazan Uçar und seinen Stellvertreter Ahmet Yazici ab.

## Geschichte

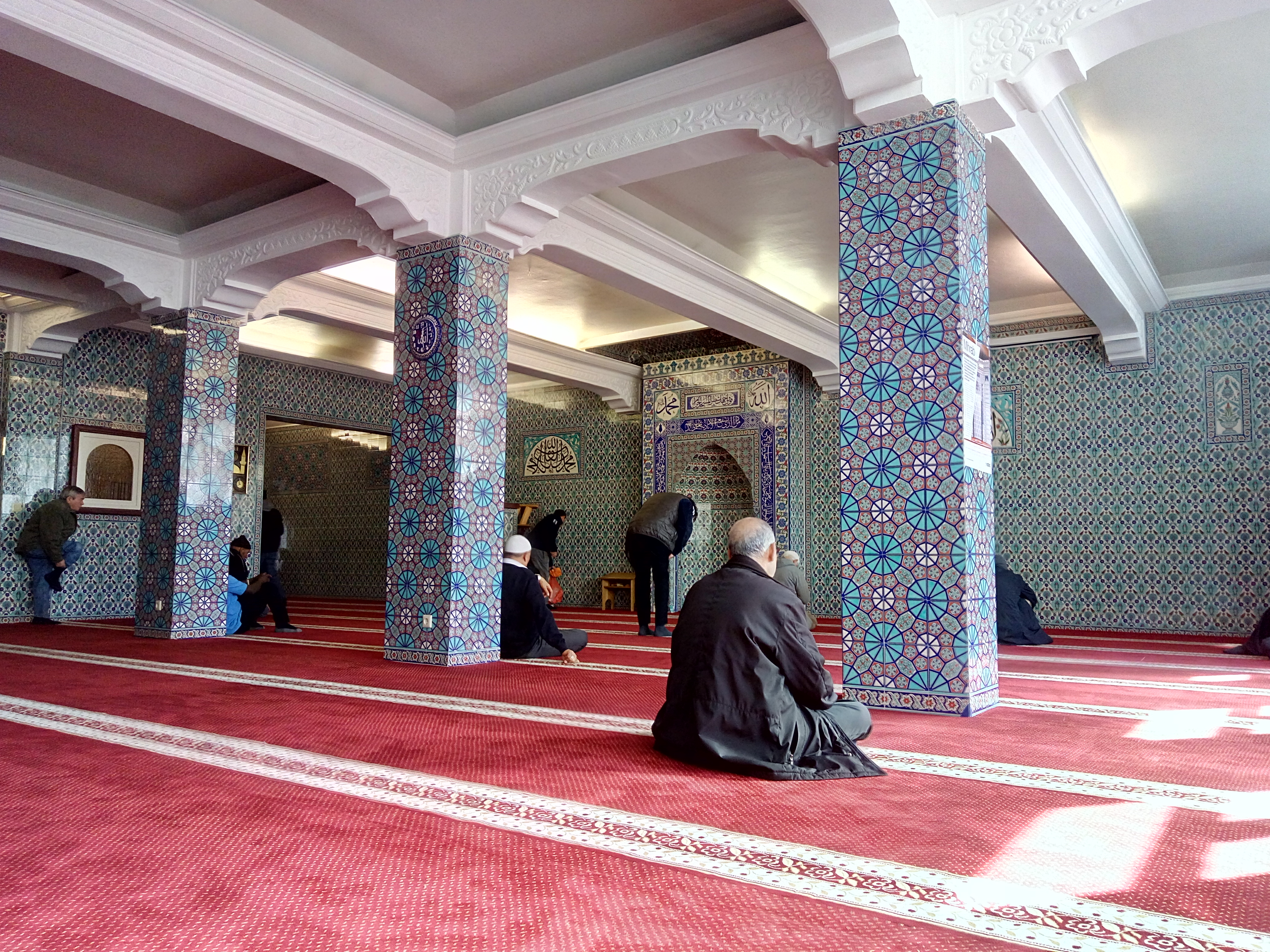
Gebetsraum in der Centrum-Moschee Hamburg

Die Moscheegemeinde wurde von türkischen Gastarbeitern gegründet und hieß ursprünglich „Gesellschaft der türkischen Arbeiter in Hamburg und Umgebung zur Gründung und Errichtung einer Moschee“. In dem Gebäude, das 1977 erworben wurde, befand sich um die Jahrhundertwende eine Badeanstalt, das ehemalige Hammonia-Bad. Im Jahr 1990 wurde ein Neubau begonnen, der zum alten Gebäude angedockt wurde. Darauf befanden sich nach dem Abschluss eine Kuppel und zwei Minarette. Dadurch wurde das Gebäude auch nach außen hin als Moschee kenntlich. Zur Grundsteinlegung im Jahr 1992 kam auch der damalige türkische Ministerpräsident Necmettin Erbakan, der zu dem Zeitpunkt die Führungsperson der Milli-Görüs-Bewegung war. 2001 wurde der Name des Vereins in „Islamische Gemeinde Hamburg - Centrum-Moschee e.V.“ geändert.

## Kontroversen
In die öffentliche Diskussion kam die Moscheegemeinde, als 2006 bekannt wurde, dass im Buchladen der Moschee gewaltverherrlichende und antijüdische Kinderfilme verkauft wurden. Nach Angaben des Verfassungsschutzes schüre der Film „Die Kinder der Al-Aksa-Moschee“ in tendenziöser und böswilliger Weise Abneigung gegen Juden. Der Evangelische Pressedienst epd kommentierte, dass „auch unter dem Gesichtspunkt der Gewaltdarstellung dieser Film für Kinder gänzlich ungeeignet“ sei. Die vierteilige Serie stamme aus dem Iran und werde über einen in der Türkei ansässigen Verlag vertrieben. Als ein weiteres Indiz für die Verbreitung antisemitischer Literatur innerhalb der Islamischen Gemeinschaft Millî Görüş wertete das Landesamt für Verfassungsschutz, dass in einer der DVD beigelegten Werbebroschüre auch Bücher von Harun Yahya angepriesen wurden. Der Verantwortliche des Buchladens wurde nach Angaben der Moscheegemeinde im Mai 2006 entlassen. Der Verfassungsschutz vermutet hinter dem Vertrieb der DVD türkische Islamisten aus der Milli-Görüş-Bewegung. Mittlerweile erscheint die Moschee allerdings in einem anderen Licht. Der Verfassungsschutz hat die Beobachtung der IGMG in Hamburg aufgegeben und begründet dies mit einem Wandel in den Ansichten der Mitglieder und Gemeinde. Es werden nur noch Organisationen und Personen beobachtet, die bestimmten Kreisen innerhalb der Millî-Görüş-Bewegung zugerechnet werden.

## Lindenbazar
Der „Lindenbazar“ in St. Georg wird von der Centrumsgemeinde betrieben und dient ihr zur Finanzierung ihrer Aktivitäten. Ein notwendiger Umbau scheiterte vor Jahren an fehlenden Finanzierungsmöglichkeiten. Der Hamburger Senat entließ die Moschee aus der Verpflichtung eines Umbaus und hob einen städtebaulichen Vertrag, der den Umbau notwendig machte, auf. 
Der Lindenbazar fördert seit seiner Gründung im Jahr 1999 die Berufsausbildung für Jugendliche mit Migrationshintergrund und türkischen, kurdischen, russischen, tschetschenischen, bosnischen sowie afghanischen Wurzeln. Unter den rund 55 Mitarbeitern sind sieben Auszubildende in den Berufen Bürokauffrau/-mann, Reiseverkehrskauffrau/-mann, Einzelhandelskauffrau/-mann sowie Verkäufer/-in. Für dieses Engagement verlieh der ehemalige Bürgermeister Ole von Beust der „Lindenbazar Handels GmbH“ den Förderpreis „Vielfalt in Ausbildung 2007“.
Geschäftsführer der Lindenbazar Handels GmbH ist Ahmet Yazici.

## Kunstprojekt Minarett

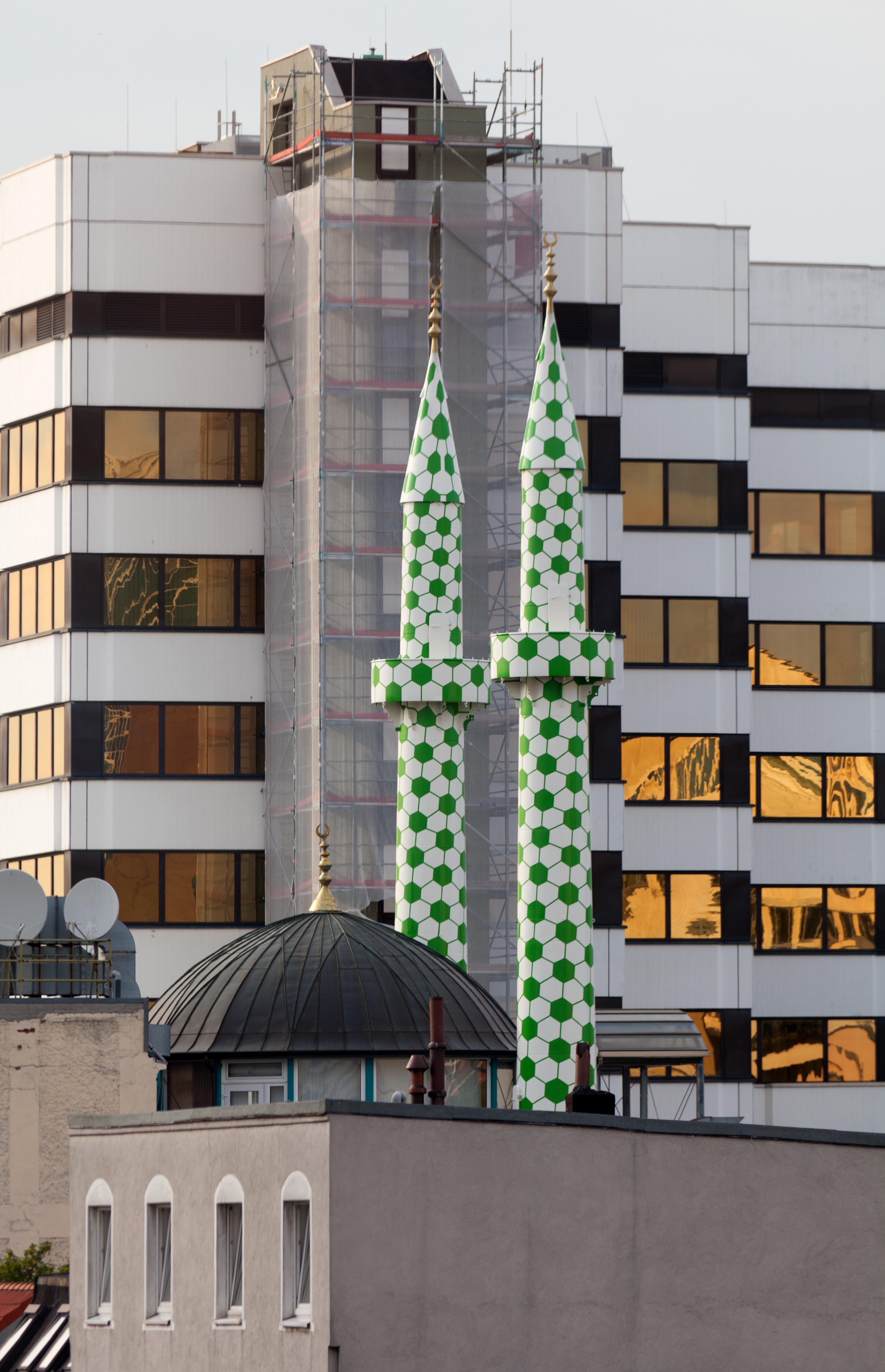
Minarette der Centrum-Moschee im Juli 2011

Die Minarette der Centrum-Moschee wurden im Jahr 2009 durch eine Zusammenarbeit des Künstlers Boran Burchhardt und der Leitung der Moschee in einem neuen Muster aus grünen und weißen Sechsecken angemalt. Das Projekt sorgte weltweit für großes Interesse. Es war dies das erste Mal, dass ein Kunstwerk aus einem Gebäudeteil gemacht wurde, das äußerlich eine Moschee als solche kenntlich macht und außerdem transportabel ist.
Die damalige Bischöfin der nordelbischen Kirche Maria Jepsen unterstützte das Anliegen der Muslime nach einem täglichen Muezzin-Ruf.